# Adèle de Batz de Trenquelléon
Adèle de Batz de Trenquelléon (ur. 10 czerwca 1789 w Trenquelléon jako, zm. 10 stycznia 1828 w Agen) – francuska zakonnica, założycielka stowarzyszenia dla młodych dziewcząt i współzałożycielka zgromadzenia córek Maryi Niepokalanej (marynistek), błogosławiona Kościoła katolickiego.

## Biografia
Urodziła się jako najstarsza córka barona Charlesa de Trenquelléona (1754–1815), dowódcy gwardii francuskiej i Marie-Ursule de Peyronnencq de Saint-Chamarand (1763-1846), która wywodziła się ze starej rodziny Rouergue i Saint Louis z Francji.
Z powodów politycznych z rodziną była na wygnaniu. Utrzymywała korespondencję z Wilhelmem Józefem Chaminade, późniejszym błogosławionym i wraz z nim założyła zgromadzenia Córek Maryi Niepokalanej. Była również założycielką stowarzyszenia dla młodych dziewcząt. 
Zmarła 10 stycznia 1828 w Agen i została pochowana w chórze kaplicy Instytutu Sainte-Foy w Agen. W 1965 otwarto jej diecezjalny proces beatyfikacyjny, a 5 czerwca 1986 papież Jan Paweł II podpisał dekret o heroiczność cnót. 4 maja 2017 za jej wstawiennictwem uznano cud uzdrowienia siostry Micheli Messiny w 1997 z raka jajnika. 
Jej beatyfikacja nastąpiła 10 czerwca 2018.